# Quinciano de Rodez
San Quinciano de Rodez o San Quintiano de Auvernia (Quintianus, Quinctianus, Quintien) (f. ca. 525) fue obispo de Rodez y obispo de Clermont-Ferrand (Arvernes) en el siglo VI, y participacó en el Consejo de Agde (508) y en el Primer Concilio de Orleans (511).

## Biografía
Según la tradición, era un personaje procedente de África y obispo de Cartago que viajó a Francia debido a las persecuciones de los vándalos. A la muerte de San Amancio (Amans) en 487, Quinciano le sucedió como obispo de Rodez. Durante las guerras entre los francos y los visigodos, fue un aliado de Clodoveo I. Por el temor a las persecucones de los visigodos arrianos, se trasladó a Auvernia, donde fue hospedado por el Obispo Eufrasio. El rey Teodorico I apoyó a Quinciano para suceder a Sidonio Apolinario (nieto de Sidonio Apolinario), obispo de Clermont. Este cargo lo ocuparía hasta su muerte el 13 de noviembre de 525 o 526.

## Veneración
Su festividad se celebra el 13 de noviembre, excepto en Rodez, que se celebra el 14 de junio. En el "Martirologio romano" su nombre aparece en las dos fechas.
- Datos: Q3414645